# Список дипломатических и консульских представительств в Кыргызстане
Это список дипломатических миссий в Кыргызской Республике. В настоящее время в столице Бишкеке находится 16 посольств. 61 страна имеет аккредитованные посольства в других региональных столицах, например, в Москве или Ташкенте

## Посольства вБишкеке
| - Афганистан - Азербайджан - Беларусь - Венгрия - Великобритания - Германия - Индия - Иран - Катар - Казахстан - Китай - Монголия - Пакистан | - Россия - Республика Корея - Саудовская Аравия - США - Таджикистан - Турция - Туркменистан - Украина - Узбекистан - Франция - Швейцария - Япония |

## Офисы
- Северный Кипр (Офис туризма и экономики)

## Аккредитованные посольства
Находятся в Москве, если не отмечено иначе
| - Алжир (Ташкент) - Аргентина - Армения (Астана) - Австралия - Австрия (Вена) - Бангладеш (Ташкент) - Бельгия (Астана) - Болгария (Алматы) - Босния и Герцеговина - Бразилия (Киев) - Канада (Алматы) - Куба (Астана) - Кипр - Чехия (Алматы) - Дания - Египет (Алматы) - Финляндия (Хельсинки) - Грузия (Астана) - Греция (Алматы) - Святой Престол (Астана) - Венгрия (Алматы) | - Исландия - Индонезия (Ташкент) - Ирландия - Израиль (Алматы) - Италия (Астана) - Иордания (Ташкент) - Северная Корея (Ташкент) - Кувейт (Пекин) - Латвия (Ташкент) - Литва (Алматы) - Северная Македония (Анкара) - Малайзия (Ташкент) - Марокко (Ankara) - Мексика (Исламабад) - Монголия (Алматы) - Непал - Нидерланды (Алматы) - Новая Зеландия - Норвегия - Оман (Тегеран) | - Польша (Алматы) - Португалия - Румыния (Алматы) - Саудовская Аравия (Алматы) - Сербия - Словакия (Астана) - Словения - ЮАР (Астана) - Испания (Алматы) - Швеция (Ашхабад) - Сирия - Великобритания (Астана) - Вьетнам (Ташкент) - Йемен (Анкара) - Замбия |